# Кимберли (ЮАР)
Ки́мберли (англ. Kimberley) — город в Южно-Африканской Республике, является центром Северо-Капской провинции. Он находится на плато, расположенном на границе Северо-Капской провинции и провинции Фри-Стейт. Город разместился в долине реки Вааль, которая является притоком реки Оранжевая. За городом закрепился статус алмазной столицы страны. Кимберли вместе с городком Ричи (Ritchie) и обширной сельской местностью входит в состав местного муниципального образования Сол Плаатье (Sol Plaatje), общая численность населения которого превышает 230 тыс. чел. (2002 год)

## История
После британской оккупации Капской колонии (в начале XIX в.) в 1830-е годы начался так называемый «Великий трек» — переселение голландских колонистов (буров) к северу, приведшее к созданию двух республик — Трансвааля и Оранжевого свободного государства. Основной целью переселения было освоение новых пастбищ, являвшихся основой хозяйственного благополучия местных жителей. Но вскоре колонистами были найдены россыпные алмазы и золото.
Впервые алмазы в ЮАР были обнаружены в 1866 году на берегу р. Оранжевой. Существует несколько версий обнаружения алмазов в Южной Африке, наиболее вероятной из которых является версия, согласно которой первый алмаз был найден мальчиком-пастухом Эрасмусом Джекобсоном на ферме De Kalk близ поселения Хоуптаун (Hopetown). Жёлтый алмаз, весивший 21,25 карата, получил название «Эврика!» («Eureka!»), по первым словам юноши, случайно обнаружившего драгоценный камень.
Но основная находка была сделана детьми местных фермеров Якобса и Ньекирка, которыми был найден алмаз весом 83,5 карата, получивший имя «Звезда Южной Африки». После этой находки секретарь Капской колонии того времени Сэр Ричард Саузей заявил, что «это место принесёт Южной Африке невероятный успех в будущем».
Уже в конце 60-х годов XIX века были найдены алмазы в коренных отложениях возле современного города Кимберли, получивших названия кимберлитов. 16 июля 1871 года компания искателей алмазов расположилась на ферме братьев Де Бирс. Братья приобрели ферму ещё в годы начала алмазной лихорадки в регионе за 50 фунтов стерлингов, а в итоге продали за 60 000. Самым главным объектом алмазодобычи в районе Кимберли стала «Большая дыра» («Big Hole»), вырытая практически вручную нахлынувшими сюда старателями, численность которых достигла 50 тыс. чел. к концу XIX в. До 30 тыс. искателей алмазов трудилось здесь днями и ночами. В 1871—1914 годах они разработали примерно 2,722 тонны алмазов (14,5 миллионов карат), а в процессе разработки карьера ими было извлечено 22,5 млн тонн грунта. К тому же здесь были найдены такие известные алмазы, как «Де Бирс» (428,5 карата), «Портер-Родс» (150 карат) и «Тиффани» (128,5 карата). Позже новые трубки взрыва были найдены к северу от Кимберли — в Трансваале, в районе хребта Витватерсранд. На их разработку и на золотодобычу в районе Йоханнесбурга как раз таки были пущены миллионы, заработанные в Кимберли. В 1914 году «Большая дыра» была затоплена и добыча алмазов здесь была прекращена, а вот на рудниках «Du Toitspan» и «Wesselton» добыча прекратилась только в 2005 году. Всего здесь было разведано около 30 кимберлитовых трубок, или трубок взрыва, образовавшихся в результате кратковременного, но очень сильного взрывоподобного прорыва ультраосновных пород к поверхности земли, происходившего в условиях огромного давления и очень высокой температуры.

«Алмазная лихорадка» в Кимберли, 1870-е годы

В годы «Алмазной лихорадки» поселение стало развиваться невероятно быстрыми темпами, и уже к 1900 году превратилось в цветущий город. В 1882 году на улицах города появилось электрическое освещение (впервые в Южном полушарии Земли), а в 1887 году в городе прошёл первый трамвай в Южной Африке. К 1912 году это был самый настоящий город компании «Де Бирс».
В 1896 году в Кимберли было открыто первое в Южной Африке учебное заведение, готовящее профессиональных шахтёров и горняков, которое позже переместилось в Йоханнесбург и стало именоваться Университет Витватерсранда.
На рубеже XIX и XX веков столицу Северо-Капской провинции затронули сражения Англо-бурской войны. В частности, в 1899 году осада Кимберли продолжалась 124 дня, а все жители города, в том числе Сесил Родс, были блокированы в нём. За четыре месяца город постоянно подвергался обстрелу, во время которого женщины и дети были вынуждены укрываться в шахте Де Бирс («De Beers Mine»). В это же время британцы создавали на территории Кимберли концентрационные лагеря для буров.
В 1913 году в Кимберли открывается первая лётная школа в Южной Африке, которая стала готовить лётчиков для Южноафриканского авиационного корпуса, который именуется в наши дни South African Air Force. Несколько позже в городе открывается первая в ЮАР фондовая биржа.

## Название города

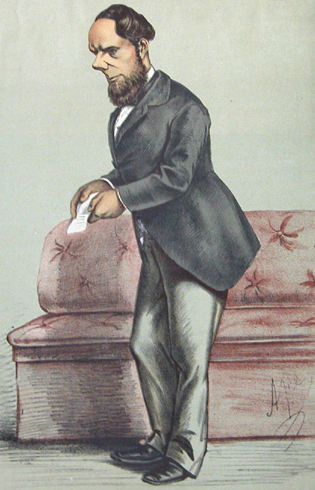
Джон Вудхаус, граф Кимберли, 1869

Во время «алмазной лихорадки» и наплыва огромного количества старателей на территорию современного Кимберли, за этим местом первоначально закрепилось два названия: «New Rush» — ‘Большой Куш’ и «Vooruitzicht» — по одноимённому названию одной из ферм. Но Секретарь Колонии отказался официально закреплять за этим поселением подобные названия, посчитав, что «New Rush» звучит слишком вульгарно, а «Vooruitzicht» он «не может выговорить даже по слогам, не говоря уже о том, чтобы произнести это вслух».
В связи с этим, одному из дипломатов было получено придумать новое имя для этого поселения. В итоге населённый пункт получил название Кимберли в честь британского министра колонии того времени Джона Вудхауса, графа Кимберли (с 1856 года он был Британским послом в России), по названию его родового поместья Кимберли (Kimberley) в графстве Норфолк, Англия. Новое имя поселения было официально закреплено за ним 5 июля 1873 года. Само же название поместья — Кимберли происходит от англо-саксонского «Cynburgh-leah», что в переводе означает «женщины, имеющие право владеть землёй».
Кимберли в Южной Африке — не единственный топоним, названный по имени графа Кимберли. Имеется город Кимберли в Канаде (названный, кстати, по южноафриканскому Кимберли), плато Кимберли и округ Кимберли в Австралии. Название городка Кимберли в штате Западная Виргиния (США) пишется по-английски немного иначе (Kimberly), и происхождение этого топонима неясно.

## Основные события в истории города
| 1866 — впервые обнаружены алмазы в Южной Африке.                                                                            |
| 1871 — найдены первые алмазы в Кимберли на холме Колсберг.                                                                  |
| 1882 — Кимберли стал первым городом в Южном полушарии, в котором было внедрено электрическое уличное освещение.             |
| 1888 — создана компания De Beers Consolidated Mines, которая вскоре получила контроль над 90 % мирового алмазного рынка.    |
| 1890 — в Кимберли построена первая церковь адвентистов Седьмого дня в ЮАР, объявленная Национальным Памятником в 1967 году. |
| 1896 — открыто первое в ЮАР учебное заведение, готовящее специалистов по горнорудному делу (School of Mines).               |
| 90-е гг. XIX в. — Кимберли стал первым городом ЮАР, где стала действовать автоматическая телефонная станция (АТС).          |
| 90-е гг. XIX в. — в Кимберли открыта первая в ЮАР фондовая биржа.                                                           |
| 1899 — осада Кимберли во время англо-бурских войн.                                                                          |
| 1904 — в Кимберли запущен первый электрический трамвай в ЮАР.                                                               |
| 1904 — организовано производство прессованного кирпича и терракотовых изделий.                                              |
| 1912 — Кимберли получает статус города.                                                                                     |
| 1913 — в Кимберли открывается первая летная школа в Южной Африке.                                                           |
| 1914 — прекращена разработка разреза «Большая Дыра», в связи с его затоплением.                                             |
| 1954 — открыта школа для детей с физическими ограничениями.                                                                 |
| 1983 — впервые городским советником стал представитель негроидной расы.                                                     |

## «Де Бирс»

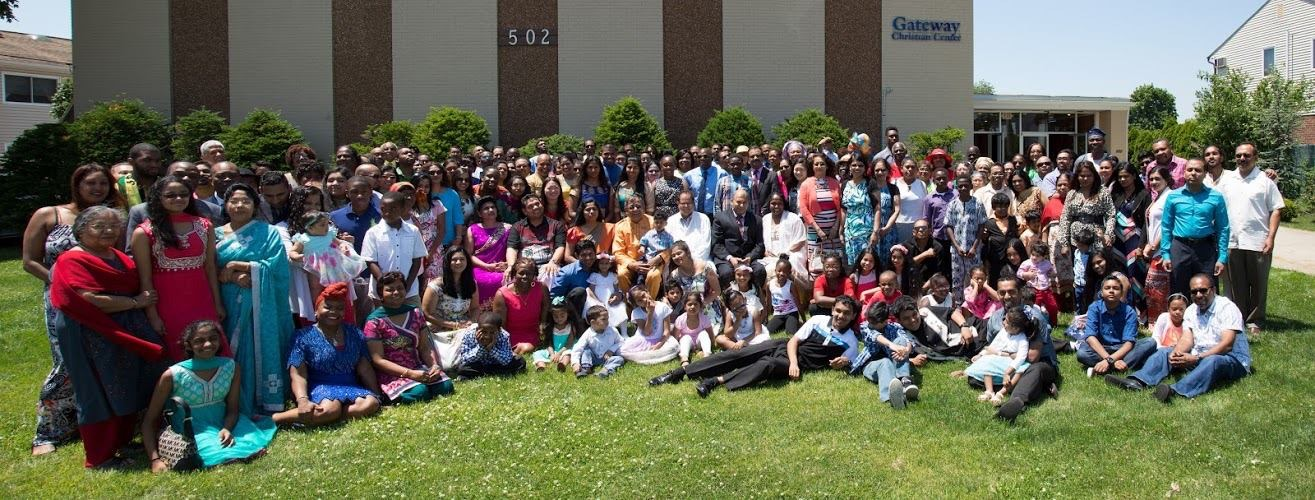
Правление директоров «Де Бирс» в 1896 году; Сесил Родс — в центре в нижнем ряду

История Кимберли неразрывно связана с крупнейшей алмазной корпорацией «Де Бирс», получившей название в честь владельцев обыкновенной бурской фермы, находящейся здесь. Сами братья Де Бирс алмазов не добывали, а лишь предоставляли свои земли для подобной деятельности.
История «Де Бирс» начинается с того, что семнадцатилетний больной туберкулёзом Сесил Родс был отправлен родителями для лечения в Южную Африку. В 1870 году он работает на небольшой хлопковой ферме брата.
А в это время, 16 июля 1871 года, компания искателей алмазов расположилась на ферме братьев Де Бирс. В тот вечер были найдены первые алмазы на расположенном неподалёку холме, получившим название Колсберг (Colesberg). Сесил Родс также решил попытать счастье в поисках алмазов. Через два месяца братья переезжают в Кимберли и скупают несколько небольших участков на ферме Де Бирс, где нанятые ими горняки копали алмазоносную «синюю землю». В 1880 году, объединившись с братом и владельцем соседнего участка, Сесил Родс образовывает компанию по добыче алмазов, названную «Де Бирс».
Параллельно с Сесилом Родсом освоением алмазных ресурсов Южной Африки занимался Барни Барнато, который прибыл в ЮАР в 1873 году. Он начинал с того, что приобретал алмазы и алмазоносные участки в Кимберли. Барни продолжал скупать участки даже после того как заканчивалась «синяя земля», так как, подобно Сесилу Родсу, был уверен, что под ней находится самая богатая алмазами, так называемая, «желтая земля». И он оказался прав. Получив немалые прибыли, Барни создаёт собственную компанию — «Kimberley Central Diamond Company», владевшую большей частью трубки Кимберли. Эта компания становится опасным конкурентом компании «Де Бирс».

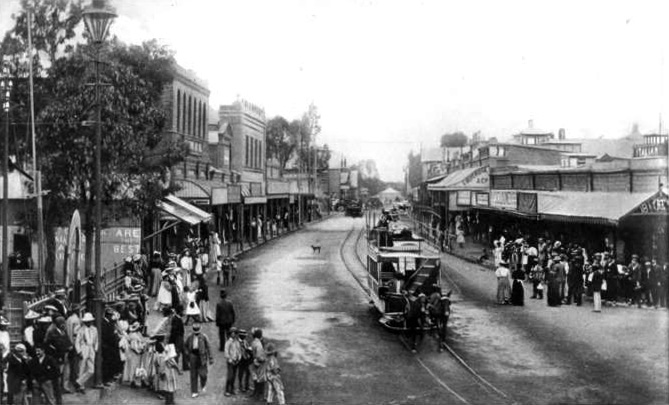
Кимберли в 1899

Далее Сесил Родс замышляет объединить все шахты в Кимберли в единое целое под своим управлением. Составив бизнес-план, он заручился поддержкой Ротшильдов, давших ему кредит в 1,4 млн фунтов стерлингов для захвата алмазного рынка Южной Африки. За несколько лет Сесил скупает все мелкие фермы. А в 1888 году Сесилу Родсу удалось выкупить у Барни Барната его бизнес и объединить все рудники Кимберли в одну компанию «De Beers Consolidated Mines», которая через три года контролировала 90 % мирового алмазного рынка. Штаб-квартира компании разместилась в двухэтажном колониальном здании в центре Кимберли.
Получив господство над алмазами Южной Африки, Родс принялся искусственным образом создавать дефицит алмазов на мировом рынке. По его расчётам, основными покупателями бриллиантов являлись женихи, а, следовательно, выпуск драгоценных камней должен соответствовать числу сыгранных свадеб в году. В связи с этим Родс закрывает ряд шахт, оставляя без работы тысячи горняков, и сокращает продажи алмазов на 40%. Цены на них за месяц выросли в 1,5 раза. В 1893 году Родс создаёт первую в мире корпорацию по продаже алмазов — «Diamond Syndicate», контролирующую цены на них.

Талон на получение порции супа во время осады Кимберли в 1899 году

В 1902 году Сесил Родс умирает, не оставляя наследника, а своё состояние он завещает Оксфорду. Со смертью Родса на «Де Бирс» обрушивается полоса неудач: сначала кризис в США 1907 года, отразившийся на снижении покупательной способности; а к 1912 году были открыты новые крупные месторождения в Анголе, Бельгийском Конго, Намибии. Стали появляться новые игроки на алмазном рынке, стремившиеся к получению мгновенной прибыли, результатом чего становились периодические падения цен на алмазы. 1921 год ознаменовался резким снижением цен на драгоценные камни и развалом всей алмазной отрасли. Промышленники из новых алмазодобывающих стран, обеспокоенные кризисом алмазного рынка, продавали сырьё в огромных количествах по очень низкой цене. Возможностей «Де Бирс» не хватало для того, чтобы скупить излишки товара. Вскоре начали разоряться гранильщики и ювелиры, не находившие спроса для своих изделий.
Многие тогда ставили крест на «Де Бирс», а её акции резко упали в цене. Этим воспользовался Эрнст Оппенгеймер, который ещё ранее создал «Англо-Американскую корпорацию Южной Африки» (ААК), специализировавшуюся на добыче золота, платины и других драгоценных металлов, а в 1919 году основал компанию «Consolidated Diamond Mines of South-West Africa», что позволило ему скупить большую часть алмазных концессий, принадлежавших ранее немецким монополиям. Уже к 1929 году контрольный пакет акций оказался в руках Оппенгеймера, который в этом же году занял должность главы «Де Бирс». Первое с чего он начал — прекратил бесконтрольный вывоз алмазов в США и Европу и предотвратил деятельность старателей-одиночек. Далее Оппенгеймер создаёт альтернативу «Лондонскому алмазному синдикату», в лице Центральной организации по сбыту драгоценных камней и золота, через которую осуществлялись продажи алмазов по всему миру. К началу 30-х гг. 94 % рынка алмазов вновь приходилось на одну компанию «Де Бирс».
Сейчас «Де Бирс» контролирует основную часть рынка алмазов в ЮАР, Ботсване, Намибии, Анголе, Танзании, ДР Конго, а также частично в Китае и Австралии. По некоторым данным, если в начале 1990-х «Де Бирс» контролировала 80 % мирового рынка алмазов, то сейчас его доля не превышает 60 % и продолжает падать.
Недавно была заключена сделка, согласно которой «Де Бирс» превратилась в частную компанию семьи Оппенгеймеров, получившей 45 % акций компании (раньше владела только 2 %).

## Климат

Годовой ход температур и осадков в Кимберли

|                             | Я    | Ф    | М    | А    | М    | И    | И    | А    | С    | О    | Н    | Д    | За год |
| --------------------------- | ---- | ---- | ---- | ---- | ---- | ---- | ---- | ---- | ---- | ---- | ---- | ---- | ------ |
| Максимум(°C)                | 32,6 | 31,1 | 28,5 | 24,8 | 21,3 | 18,2 | 18,6 | 21,3 | 25,5 | 27,9 | 30,1 | 31,8 | 26,0   |
| В среднем (°C)              | 24,7 | 23,6 | 21,3 | 17,5 | 13,4 | 10,1 | 10,2 | 12,8 | 16,6 | 19,7 | 21,9 | 24,0 | 18,0   |
| Минимум(°C)                 | 17,7 | 17,2 | 15,1 | 10,8 | 6,4  | 3,0  | 2,7  | 4,7  | 8,8  | 11,9 | 14,6 | 16,4 | 10,8   |
| Осадки(мм)                  | 60,0 | 67,4 | 73,6 | 40,0 | 18,3 | 7,4  | 7,3  | 8,6  | 15,2 | 28,1 | 41,9 | 52,4 | 420,4  |
| Источник: Kimberley Climate |      |      |      |      |      |      |      |      |      |      |      |      |        |

Климат Кимберли является типично континентальным. Лето — жаркое и влажное, зима — умеренно тёплая и сухая. Так как Кимберли расположен в самом центре континентальной части Южноафриканской Республики перепады межсезонных и дневных температур могут быть довольно значительными. Так летом (с декабря по февраль) температура к полудню достигает 32 °C, снижаясь к полуночи порядка до 17 °C. Зимняя (июнь — август) температура достигает днём в среднем 18 °C, а ночью колеблется на отметке 3 °C. Хотя температура летом в Кимберли может достигать и 38 °C, а зимой опускаться ниже нуля °С. Среднегодовой уровень осадков находится на отметке 420 мм, максимум которого приходится на летние месяцы. Зимой дожди практически не идут.

## Кимберли сегодня

Карта Кимберли

Кимберли рос и развивался во все стороны, без плана и структуры. Поэтому улицы города до сих пор запутаны. Сначала старатели не подозревали, что серо-голубая порода кимберлит содержит алмазы, поэтому из неё строили дома, а на месте выхода породы возводили здания. Позднее в кирпичах зданий были найдены алмазы, а на месте каждого разрушенного дома собирались горняки для поиска алмазов под фундаментом. Сейчас Кимберли — современный город с широкими улицами, большим числом прекрасных парков и садов, комфортабельными отелями, старинным туристическим трамваем и многочисленными достопримечательностями.

## Население
Согласно Стратегии развития города Кимберли от марта 2000 года, его площадь составляет 9040 гектаров или 90,4 кв.км. Город делится на 16 частей (микрорайонов), с совокупной численностью населения — 211 000 жителей, из которых 94 000 имеют право голоса (потенциальный электорат). В 1998 году численность города составляла 210 800, то есть за два года численность населения выросла на 200 человек (или на 0,09 %). В 1968 в Кимберли насчитывалось 96,2 тыс. жителей, большей частью африканцы и мулаты.
«Алмазные лихорадки» на протяжении всей истории Кимберли вызвали огромный поток нового населения (уитлендеров) со всех континентов, которые повлияли на этнический баланс города и региона. Авантюрные и лёгкие на подъём алмазоискатели не соответствовали патриархальным устоям общества буров — фермеров-протестантов. Большую часть пришельцев составляли уже не белые, а «цветные» — выходцы из районов Индии. Все это отразилось и на современном этническом составе города, где 25 % населения являются «цветными».
Языковые особенности в Кимберли таковы, что 50 % населения владеют африкаанс, а 35 % языком тсвана.

## Транспорт
Через Кимберли проходит трансафриканское Шоссе Каир-Кейптаун. Кроме того, город соединён развитой сетью автомобильных дорог со всеми городами страны: Йоханнесбург (490 км), Кейптаун (980 км), Порт-Элизабет (760 км), Дурбан (850 км), Блумфонтейн (160 км). Ограничения скорости на федеральных трассах — 120 км/ч.
Через город проходит железнодорожная линия между Кейптауном и Преторией, а поезд, который курсирует по ней именуется «Голубым поездом» (Blue Train). Также от Кимберли отходит железнодорожная ветка в сторону пустыни Калахари (город Сайшен) и в сторону Блумфонтейна.
В Кимберли имеется аэропорт, осуществляющий регулярные рейсы на Йоханнесбург — South African Express (1ч. 20мин.) и Кейптаун — South African Airlink (2ч. 30 мин.). Регулярного общественного транспорта, соединяющего аэропорт с городом в Кимберли нет, поэтому всем пассажирам приходится пользоваться услугами такси.
В Кимберли ходит трамвай от городской ратуши (City Hall) до музея шахт (Mine Museum), построенный ещё в начале 1900-х.

## Экономика
Алмазы и по сей день добывают на нескольких шахтах в самом Кимберли и его окрестностях, но их выработка на сегодня очень мала. Но, несмотря на это, город до сих пор считается алмазной столицей страны. Основой же современной экономики города является туристическая деятельность, главным музейным комплексом которой является «Большая дыра», где добыча алмазов была прекращена в 1914 году. Помимо алмазных шахт и туристической деятельности дополнительным доходом города считается разведение скота и орошаемое растениеводство. В городе имеются металлообработка, цементные, мебельные, швейные предприятия, кирпичные заводы. Вблизи Кимберли ведутся разработки марганцевых руд, асбеста, гипса, железа, солей.

## Туризм

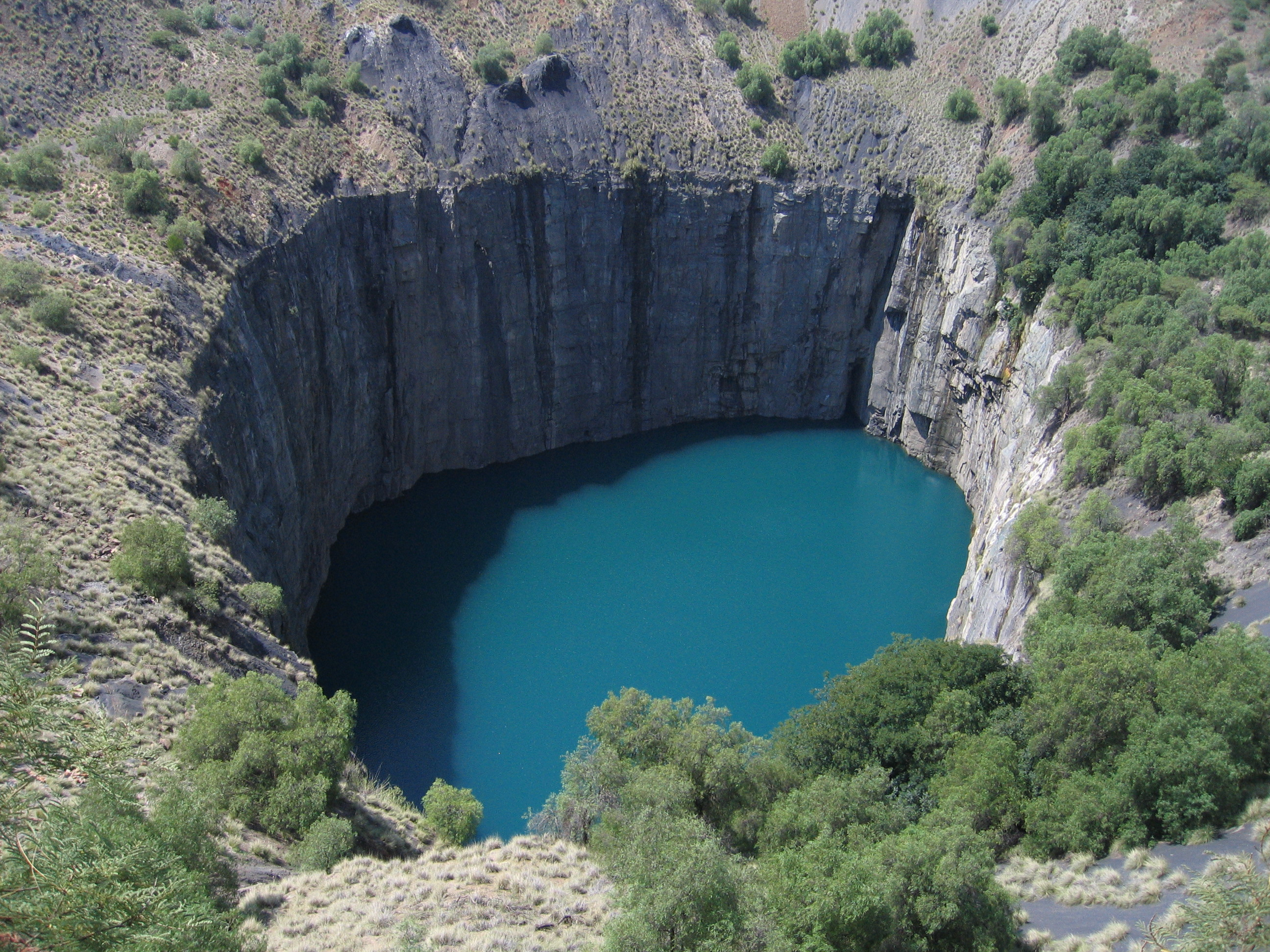
Карьер «Большая дыра» — главная достопримечательность города

Невероятные истории о происхождении города и его развитии притягивают в Кимберли туристов со всех стран. Зачастую город посещают туристы, путешествующие из Кейптауна в Йоханнесбург, или наоборот.
В связи с тем, что Кимберли возник и рос вокруг алмазных рудников, главная его достопримечательность — «Большая дыра», представляющая собой самую большую в мире шахту-карьер, вырытую людьми практически вручную, и которая дала толчок «алмазной лихорадке» в Южной Африке. Размеры открытой поверхности «Большой Дыры» или «Ямы» — более 15 гектаров, диаметр — 457 м, периметр — более полутора километров, и это при том, что вырыта она была руками людей без использования парового или электрического оборудования: только кирки, лопаты и т. п. В интенсивные периоды добычи в яме могло работать до 30 000 горняков. В итоге глубина шахты достигла более 1 100 метров, но подводные источники периодически затопляли её, и добыча была прекращена в 1914 году. Сегодня глубина видимой части составляет 260 м, далее начинается вода. За годы функционирования шахты из неё было добыто и обработано 28 млн тонн камня и грунта, из которого было извлечено 14,5 миллионов каратов, или три тонны алмазов.

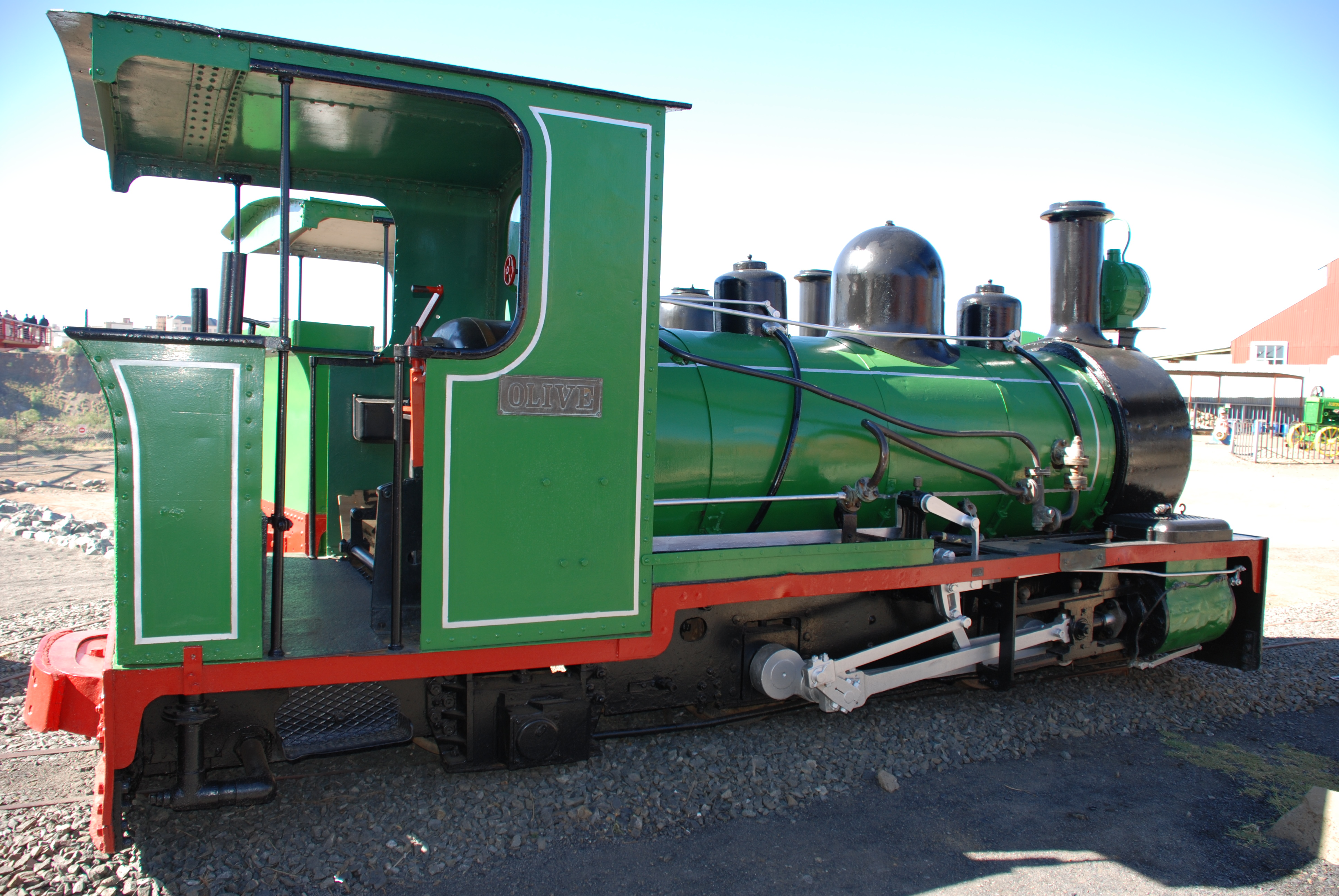
Отреставрированный локомотив в Горнорудном музее (Kimberley Mine Museum)

Второй главной достопримечательностью является Горнорудный музей (Kimberley Mine Museum), на территории которого находится «Большая дыра». На его территории расположены мощеные улицы, восстановленные магазины, трамвайчик, дома-музеи скупщика алмазов, кабаки, жилые дома, церкви и банки, которые образуют единый комплекс музея под открытым небом. Все здесь представляет историю Кимберли во времена алмазной лихорадки. Среди экспонатов даже имеется старинный вагончик директоров компании «Де Бирс». В музее также есть Дом Де Бирса, в котором имеется копия алмаза «616» — самого большого неограненного алмаза в мире, и «Eureka!» — первый алмаз найденный в ЮАР в районе городка Hopetown. От музея можно прокатиться до городской ратуши на старинном трамвайчике, который также является местной достопримечательностью.

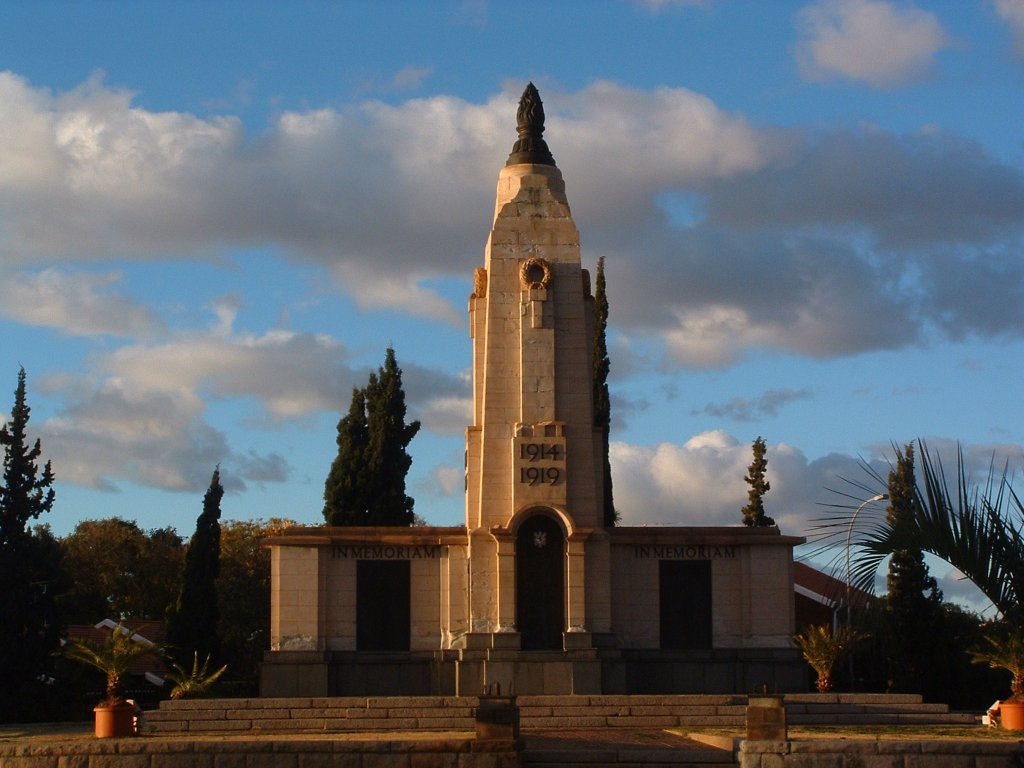
Мемориал, посвящённый Первой мировой войне

Музей Макгрегора — здание поздней эпохи Виктории, построенное Сесилом Родсом в 1897 году как отель и санаторий. Теперь в здании находится исторический музей города.
Имеется в Кимберли и Музей изобразительных искусств Вильяма Хэмфриса — один из самых крупных художественных музеев Южной Африки.
Halfway House — кабак, который предпочитал посещать Сесил Родс. Зачастую он выпивал на ходу, не сходя с коня, поэтому специально для него организовали окошко на уровне седла.
Мемориал алмазодобытчикам (Diggers Memorial), представляющий собой фонтан и скульптуры пяти старателей в натуральную величину, которые вместе держат над собой сито для промывки грунта, использующееся при поисках алмазов.
Около Кимберли находится Национальный парк Валбос (Vaalbos National Park), занимающий 23 000 гектаров, главной задачей которого является сохранение чёрных носорогов. На территории парка обитает около 15 видов млекопитающих (носороги, кейп буфало, жирафы, зебры, антилопы), а также примерно 160 видов редких птиц (орлы).
Также популярными местами у туристов являются пороги Тандер-Элли  (Thunder Alley) и Эгертон-Рэпидс (Egerton Rapids) на реке Оранжевая, по которой осуществляются сплавы на каноэ; ферма-заповедник Линдберг-Лодж (Lindberg Lodge), построенная ещё в 1907 году откуда начинается большинство маршрутов в пустыню Калахари.

## Спорт
Наибольшее распространение в Кимберли получили такие виды спорта, как крикет и регби. На международной арене по регби город представляет Kimberley Athletic Club (сокращённо KAC). А крикет в Кимберли берет начало с конца XIX в. В связи с богатой историей в этом виде спорта город получил право принимать некоторые матчи чемпионата мира по крикету (ICC Cricket World Cup) в 2003 году.
На построенном в 2007 году новом стадионе Кимберли (Kimberley Stadium), были организованы некоторые матчи чемпионата мира по футболу, который прошёл в ЮАР в 2010 году.

## Города-побратимы
- Арнем (Нидерланды)